# Decàgon
En geometria, un decàgon és qualsevol polígon amb deu costats i deu angles.
L'origen del seu nom es δέκα (deu) + γωνία (angle).

## Decàgon regular
El decàgon és regular quan tots els seus costats són de la mateixa llargada i tots els angles interns iguals a 4π/5 radiants o 144° graus.
El perímetre d'un decàgon regular de llargada de costat a és
{\displaystyle P=10\cdot a}
L'àrea d'un decàgon regular de llargada de costat a ve donada per
{\displaystyle A={\frac {5}{2}}a^{2}\cot {\frac {\pi }{10}}={\frac {5a^{2}}{2}}{\sqrt {5+2{\sqrt {5}}}}\simeq 7.694208843\cdot a^{2}}
O també, en funció de la apotema, {\displaystyle a_{p}},
{\displaystyle A=10\cdot a_{p}^{2}\cdot {\frac {\sin({\frac {\pi }{10}})}{\sin({\frac {2\pi }{5}})}}=10\cdot a_{p}^{2}\cdot \tan({\frac {\pi }{10}})\simeq a_{p}^{2}\cdot 3.2492}
Si es coneix l'apotema {\displaystyle a_{p}} i el costat {\displaystyle a} o el perímetre {\displaystyle P} del polígon, altra alternativa per calcular l'àea és
{\displaystyle A={\frac {P\cdot a_{p}}{2}}={\frac {10\cdot t\cdot a_{p}}{2}}=5\cdot t\cdot a_{p}}

El símbol de Schläfli del decàgon regular és {10}.

## Construcció
Un decàgon regular és construïble amb regle i compàs.
1. Completar els passos 1 a 6 de construir un pentàgon.
2. Traçar una línia recta des de cada vèrtex del pentàgon a través del centre de la circumferència dibuixada al pas 1 de construir un pentàgon fins al costat oposat de la mateixa circumferència.
3. Els cinc vèrtex del pentàgon són també cinc dels vèrtexs del decàgon. Els cinc vèrtex restants del decàgon són aquells punts on les línies del pas 2 creuen el cercle original (però no són un vèrtex de pentàgon).

En resum, un decàgon és una forma de deu costats.